# Vitstarr
Vitstarr (Carex livida) är en flerårig gräslik växt inom släktet starrar och familjen halvgräs.

Arten är 10-30 cm hög och växer med utlöpare. Den har ett litet antal honax med ett fåtal stora ovala fruktgömmen samt ett ensamt hanax. Stjälk, blad och fruktgömmen har en säregen mycket blek vitgrön färg.

## Förväxlingsarter
Vitstarr påminner till utseendet en hel del om de närbesläktade arterna hirsstarr (C.panicea) och slidstarr (C.vaginata). Dock kan den enkelt särskiljas från dessa genom dess för starrar ovanliga färg.

## Växtplats och ekologi
Vitstarr växer på naken och blöt dy eller torv. Ofta finner man den i de blötare partierna av Norrlands stora myrkomplex.

## Utbredning
Vitstarr har i Norden en nordlig utbredning men finns sällsynt så långt söder ut som södra Småland. Den saknas dock helt i Danmark liksom på Island. Nedom fjällkedjan är den vanlig från Värmland till norra Lappland. Världsutbredningen är cirkumpolär.